# Charlotte Rosalie de Choiseul-Beaupré
Charlotte Rosalie de Choiseul-Beaupré, född de Romanet 1733 i Paris, död 2 juni 1753, var en fransk hovdam, känd som älskarinna till kung Ludvig XV av Frankrike och för sitt försök att ersätta Madame de Pompadour som kungens officiella mätress under år 1752.

## Biografi
Charlotte Rosalie var dotter till Pierre-Jean de Romanet (1685–1751) och Marie-Charlotte d'Estrades (1696-?) och gift 1751 med greve François-Martial de Choiseul-Beaupré (1717–1791), en släkting till Étienne François de Choiseul. Hon var systerdotter till grevinnan Elisabeth d'Estrades, som var hovdam och allierad med kungens mätress madame de Pompadour. Både hon och hennes make var besläktade med personer tillhöriga Pompadourpartiet vid hovet. Maken fick därför en befattning hos kronprinsen och hon en tjänst som biträdande hovdam hos kungens döttrar, och de umgicks i kungens privata krets vid hovet.
Charlotte Rosalie de Choiseul-Beaupré uppmärksammades vid hovet för sin skönhet. Hon ska ha uppvaktats av flera män, däribland kronprinsen, men lät omtala att hon sade nej till alla män som ville bli hennes älskare, då hon inte ville vara otrogen sin make med någon annan man än kungen. Hennes släkting Élisabeth-Charlotte d'Estrades hade ett förhållande med minister Marc-Pierre de Voyer de Paulmy d'Argenson, och tillsammans ska de ha planerat att ersätta Pompadour som officiell mätress med sin egen kandidat Charlotte Rosalie de Choiseul-Beaupré. Detta var vid en tidpunkt när kungen och Pompadour hade upphört med sitt sexuella samliv, även om de fortsatt hade ett förhållande.
Sommaren 1752 på Slottet i Fontainebleau arrangerades ett hemligt möte mellan kungen och Charlotte Rosalie de Choiseul-Beaupré. Efter mötet rusade hon in i rummet där d'Estrades och d'Argenson väntade på henne, i oordnade kläder och löst hår, och utropade att det hela var klart, att kungen älskade henne och hade lovat henne att sända bort Pompadour. François Quesnay, som var närvarande, förklarade dock för dem att han fortsatt var trogen Pompadour och lämnade scenen, och Pompadour fick snart veta saken. Hon berättade om det för sin vän Gontaut, som informerade sin släkting, Étienne François de Choiseul. Denne, som kände till Charlotte Rosalie de Choiseul-Beaupré då hon var gift med en av hans släktingar, bedömde att hon inte hade vad som krävdes för att i längden kunna ersätta madame de Pompadour.
Étienne François de Choiseul stal därför två av de kärleksbrev kungen skickat till Choiseul-Beaupré och gav dem till Pompadour, som visade dem för kungen som ett prov på dennas indiskretion. Vad som ägde rum mellan kungen och Pompadour är inte närmare känt, men incidenten var en viktig del av deras historia, då den ledde till att Pompadour slutligen säkrade sin ställning, och att kungen lät henne kvarstå som officiell mätress trots att han inte längre hade samlag med henne, nu dessutom med hertiglig rang, medan Charlotte Rosalie de Choiseul-Beaupré sändes bort från hovet. Hon avled under sin förlossning året därpå. I fortsättningen klarade kungen av sina sexuella behov med inofficiella älskarinnor i Parc-aux-cerfs som inte hotade Pompadours officiella ställning vid hovet; endast Marie Anne de Coislin kom efter henne vid ett tillfälle att uppfattas som en seriös rival.